# Hesperentomon kangdingense
Hesperentomon kangdingense är en urinsektsart som beskrevs av Yinquiu Tang och Yin 1988. Hesperentomon kangdingense ingår i släktet Hesperentomon och familjen Hesperentomidae. Inga underarter finns listade i Catalogue of Life.